# (32617) 2001 QY283
2001 QY283 (asteroide 32617) é um asteroide da cintura principal. Possui uma excentricidade de 0.15332390 e uma inclinação de 6.99890º.
Este asteroide foi descoberto no dia 18 de agosto de 2001 por LONEOS em Anderson Mesa.